# Consuelo Flowerton
Consuelo Flowerton (9 de agosto de 1900 – 21 de diciembre de 1965) fue una actriz y modelo estadounidense de principios del siglo veinte. Durante y después de la Primera Guerra Mundial, se la conocía como "war poster girl" porque aparecía en carteles de propaganga dibujados por Howard Chandler Christy. Apareció en las películas mudas The Sixth Commandment (1924) y Camille (1921), y actuó en Ziegfeld Follies en 1921.

## Primeros años
Flowerton nació el 9 de agosto de 1900. Tuvo al menos una hermana, que más tarde se convirtió en la baronesa Guglielmo Terraciano de Nápoles.

## Carrera
Durante la Primera Guerra Mundial, Flowerton apareció en varios carteles propagandísticos de Howard Chandler Christy que circularon ampliamente, incluidos los que apoyaban a la Cruz Roja y animaban a los estadounidenses a racionar los alimentos y comprar bonos Liberty. lo que le valió los apodos de "poster girl" y "war poster girl."
En 1921, Flowerton actuó con los Ziegfeld Follies. A continuación actuó en varias producciones de Broadway, con papeles en Remote Control (1929) y Let 'Em Eat Cake (1933). También apareció como Olympe en la película muda Camille (1921), basada en la novela La Dame aux Camélias de Alexandre Dumas, fils.
Flowerton dejó de actuar cuando se casó en 1923, pero reanudó su carrera tras separarse de su marido, el músico Dirk Foch.

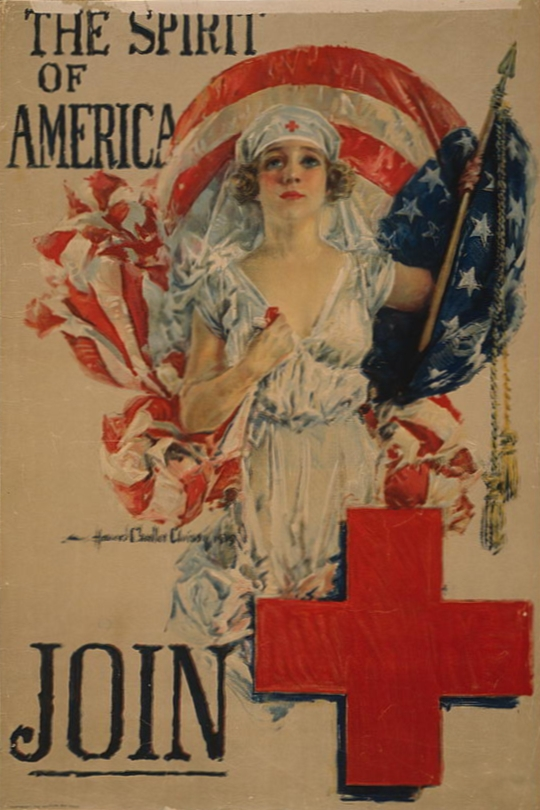
cartel de la Primera Guerra Mundial por Howard Chandler Christy en el que aparece Flowerton.

### Filmografía
- In a Music Shoppe (1928)
- The Sixth Commandment (1924)
- Camille (1921)

### Papeles teatrales
- Let 'Em Eat Cake (1933)
- Melody (1933)
- The Sex Fable (1931)
- Six Characters in Search of an Author (1931)
- An American Tragedy (1931)
- Lysistrata (1930)
- Remote Control (1929)
- Queen o' Hearts (1922)
- Good Morning Dearie (1921)
- Ziegfeld Follies of 1921 (1921)

## Vida privada y muerte

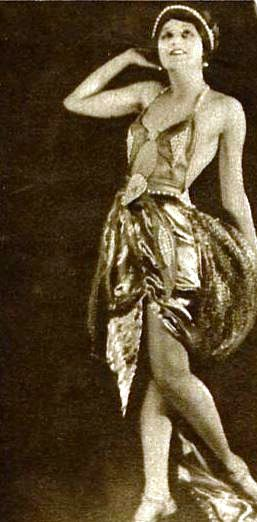
Flowerton en un fotograma de Camille (1921)

En 1921 se rumoreó que Flowerton estaba prometida con el antiguo prometido de su hermana Alexandra, el teniente Louis F. Kloor, pero su madre desmintió estas informaciones.
Flowerton se casó con el director de orquesta y compositor holandés Dirk Foch en 1923. La pareja tuvo una hija, Nina Foch, que más tarde se convirtió en actriz. Su relación fue ampliamente publicitada y romántica, y los periódicos afirmaban que Foch había estado enamorado de Flowerton desde que la vio por primera vez en un cartel de la Primera Guerra Mundial, y que había estado buscando "a la talentosa belleza cuyo rostro nunca había podido olvidar." La pareja se trasladó a Viena, donde Foch trabajó como director de la Vienna Concert Society.
Flowerton se divorció de Foch en La Haya, Países Bajos, en 1926, y la pareja compartió la custodia de su hija. Al parecer, habían experimentado dificultades económicas tras luchar por mantener su fastuoso estilo de vida sólo con los ingresos de Foch.
En 1932, Flowerton alegó que Foch le había sido infiel, y obtuvo el divorcio de él en los tribunales estadounidenses, junto con la custodia total de su hija. Al igual que su romance inicial, el divorcio de Flowerton y Fock también fue ampliamente publicitado, y The Salt Lake Tribune publicó un artículo a toda página sobre su separación.
Flowerton se casó en 1963 con Robert E. Cushman, un banquero y abogado retirado. Murió de cáncer en la New York Infirmary en diciembre de 1965, a la edad de 65 años.